# Alchemilla biradiata
Alchemilla biradiata é uma espécie de rosácea do gênero Alchemilla, pertencente à família Rosaceae.